# Mecynogea apatzingan
Mecynogea apatzingan là một loài nhện trong họ Araneidae.
Loài này thuộc chi Mecynogea. Mecynogea apatzingan được Herbert Walter Levi miêu tả năm 1997.